# Gheorghe Truțulescu
Gheorghe Truțulescu este un fost colonel din cadrul Serviciului de Protecție și Pază (SPP) din România.
A fost condamnat, alături de alte 18 persoane, în dosarul Țigareta II pentru introducerea ilegală în România, prin transport cu avionul, a peste 4.000 de baxuri de țigări de contrabandă.
A fost condamnat definitiv la șapte ani de detenție, a fost încarcerat din luna mai 1998 și a fost eliberat în octombrie 2003.